# La Fille du professeur
La Fille du professeur est une bande dessinée d'Emmanuel Guibert (dessin et couleurs) et de Joann Sfar (scénario) parue en octobre 1997 dans la collection « Expresso » des éditions Dupuis.

## Synopsis
Une momie égyptienne, Imhotep, revient à la vie dans les années 1900 et provoque une suite de péripéties notamment avec Liliane, fille d'un célèbre égyptologue anglais, le professeur Bowell.
L'histoire commence quand celle-ci décide de sortir le pharaon pour faire une promenade dans les rues de Londres. À la suite d'une petite altercation, ils tuent un policier en utilisant malencontreusement un flacon de somnifère contenant du poison. Après une fuite en Égypte, l'intervention du père d'Imhotep (lui aussi étant une momie "ressuscitée"), un procès et même l'enlèvement de la reine Victoria, l'histoire s'achève sur la formation du couple entre Imhotep et Liliane.

## Analyse
La Fille du professeur est une bande dessinée particulière au niveau du graphisme. Les pages se divisent en six cases, et sont peintes toujours dans un fond plus ou moins sépia pour donner une teinte ancienne à l'album. Selon les événements et le contexte spatial, les cases sont formées pendant une ou deux pages de bichromies de vert, rouge, jaune ou bleu.

## Publication

### Prépublication
Une partie du récit est publié dans Okapi, revue adolescente du groupe Bayard Presse pour lequel les auteurs avaient déjà travaillé. Il s'agit cependant d'une version courte de douze page composée des six premières pages du récit et de six pages inédites réalisées pour le magazine.

### Éditeurs
- Dupuis (Collection Humour libre) (1997)
- Dupuis (Collection Expresso) (2003)

## Prix
- 1998 : 
  - Alph-Art coup de cœur au festival d'Angoulême 1998[2]
  - Prix René-Goscinny[2]